# 金伯莉·罗德

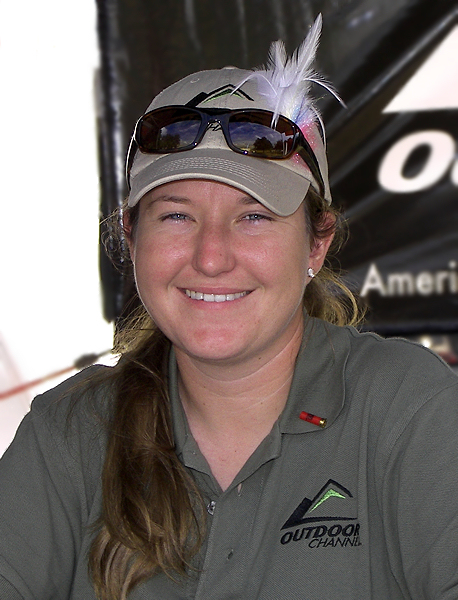
金伯利·罗德

金伯莉·苏珊·罗德（英語：Kimberly "Kim" Susan Rhode，1979年7月16日—）生于加利福尼亚州惠蒂尔，美国霰彈槍射击运动员。

## 轶事
在伦敦奥运会资格赛前一晚，罗德整个职业生涯中都在使用的枪从她的车中被盗，她不得不使用当地社区捐赠给她的枪来赢得第二天的比赛。而2012年伦敦奥运会之旅，先是因为航班取消而未能准时前往丹麦的训练基地，后来她的小狗吃了她的机票，最终她也没能到丹麦训练而是直接奔赴伦敦。